# Tipula diversa
Tipula diversa är en tvåvingeart som beskrevs av William George Dietz 1921. Tipula diversa ingår i släktet Tipula och familjen storharkrankar. Inga underarter finns listade i Catalogue of Life.